# Townshend, Vermont
Townshend är en kommun (town) i Windham County i delstaten Vermont, USA. År 2000 hade Townshend cirka 1 149 invånare. 

## Kända personer från Townshend
- Clarina I.H. Nichols, journalist
- Alphonso Taft, politiker